# سكيلينج (عملة)
سكيلينج وهي عملة نقدية، (ويُنطق الشلن بالإنجليزية)، وهو المعادل الإسكندنافي للشلن. وكان يُستخدم كتقسيم فرعي لأنواع مختلفة من العملات التي كانت تُسمى ريغسدالر أو تالر والمستعملة في جميع أنحاء الدول الإسكندنافية، بما في ذلك الريغسدالر الدنماركي، والريغسدالر النرويجي، والريكسدالر السويدي.

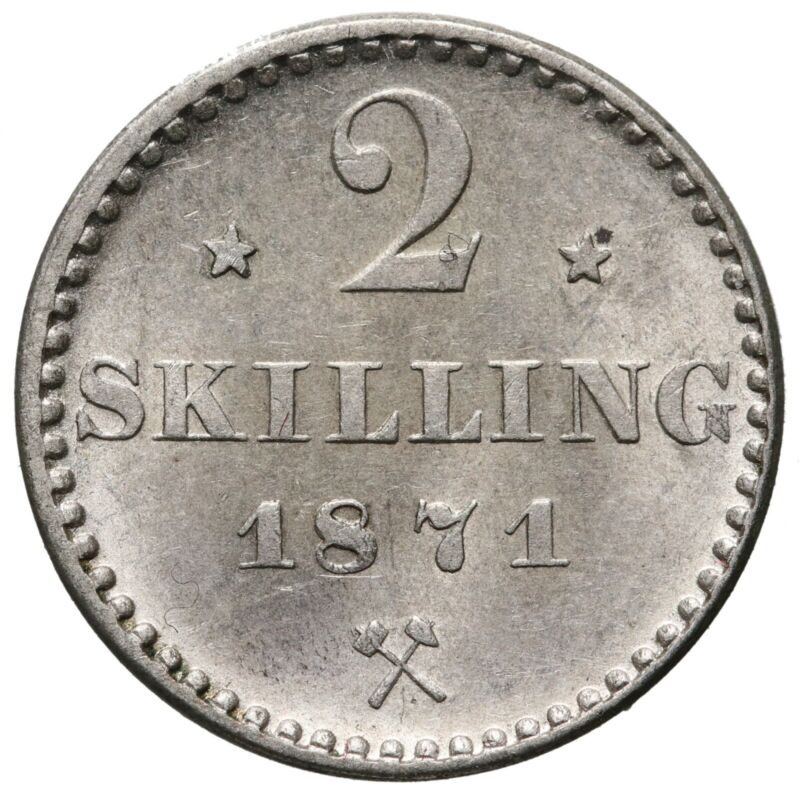
2 سكيلينج، عام 1871

## الدانمارك

عملة نحاسية دنماركية، 1 سكلينج. عام 1771

بدأ صك عملة السكلينج في الدنمارك في عقد الأربعينيات من القرن الرابع عشر الميلادي في عهد كريستوفر البافاري. ومن عام 1625 إلى عام 1873، كانت عملة السكلينج الدنماركية الواحدة (تُنطق [ˈske㇐lm_2C0↩lm_2C0↩e̝ŋ]) تعادل 1⁄96 من ريغسدالر. ألغى الملك كريستيان التاسع عملة الريغسدالر والسكيلينج لصالح عملة الكرونة والأورر في عام 1873. ولا تزال الكلمة تستعمل في اللهجة العامية للإشارة إلى مبلغ نقدي صغير ولكن غير محدد من المال ("ليل سكيلينج").

## النرويج

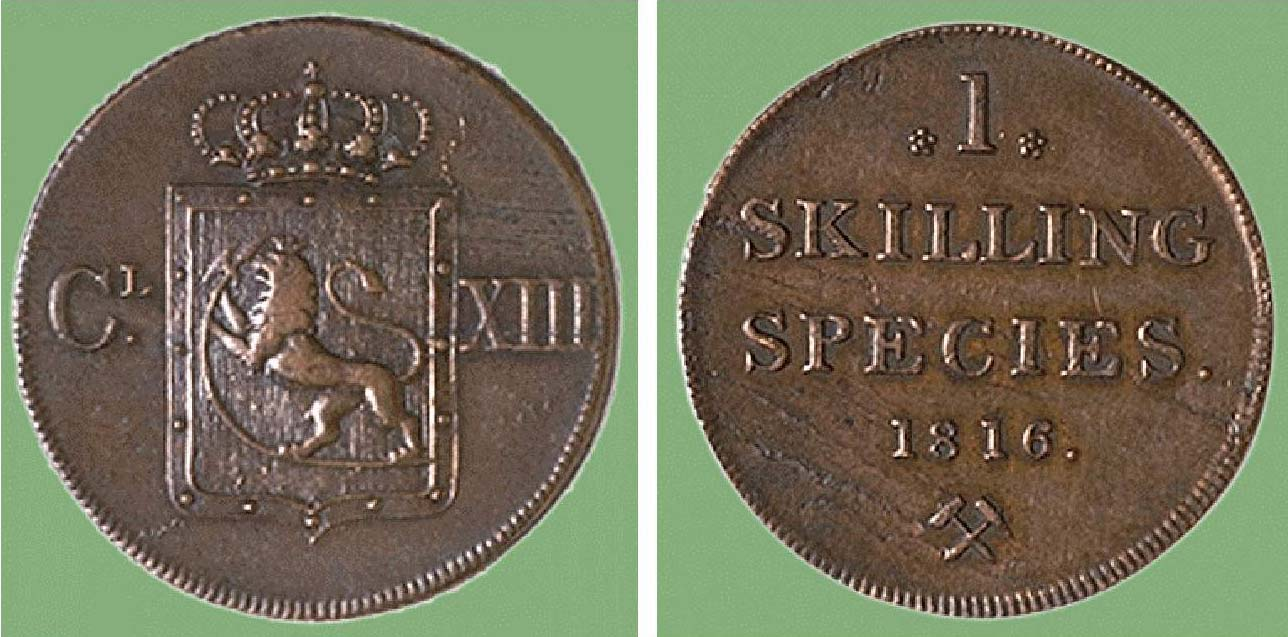
سكيلينغ (شلن) نرويجي واحد، عام 1816

بدأ صك عملة السكلينج في النرويج في عام 1510. ومنذ عام 1816، كان السكلينج النرويجي (ينطق [ˈ ˈ ˈ ʂɪ↩ʂ̂lːɪŋ]) يعادل 1⁄120 من فئة الريغسدالر أو 1⁄120 من فئة الريغسدالر أو 1⁄96 منها. وقد تم إدخالها في النرويج في أوائل القرن السادس عشر وألغي التداول النقدي بها في عام 1875.

## السويد

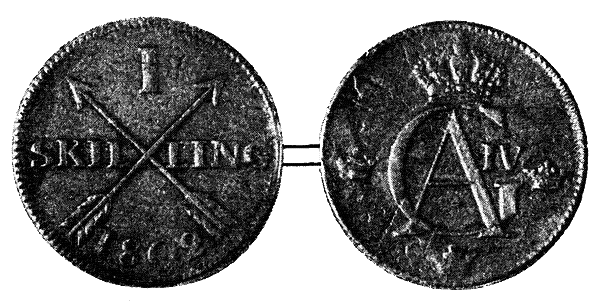
سكيلينغ سويدي واحد، عام 1802

خلال القرن التاسع عشر، كانت عملة السكيلينج السويدية الواحدة (تُنطق [ˈ ˈ ˈ ˈ ɧɪ̂lːɪŋ]) تعادل 1⁄48 من ريكدالر. كانت مستعملة بين عامي 1776 و1855.

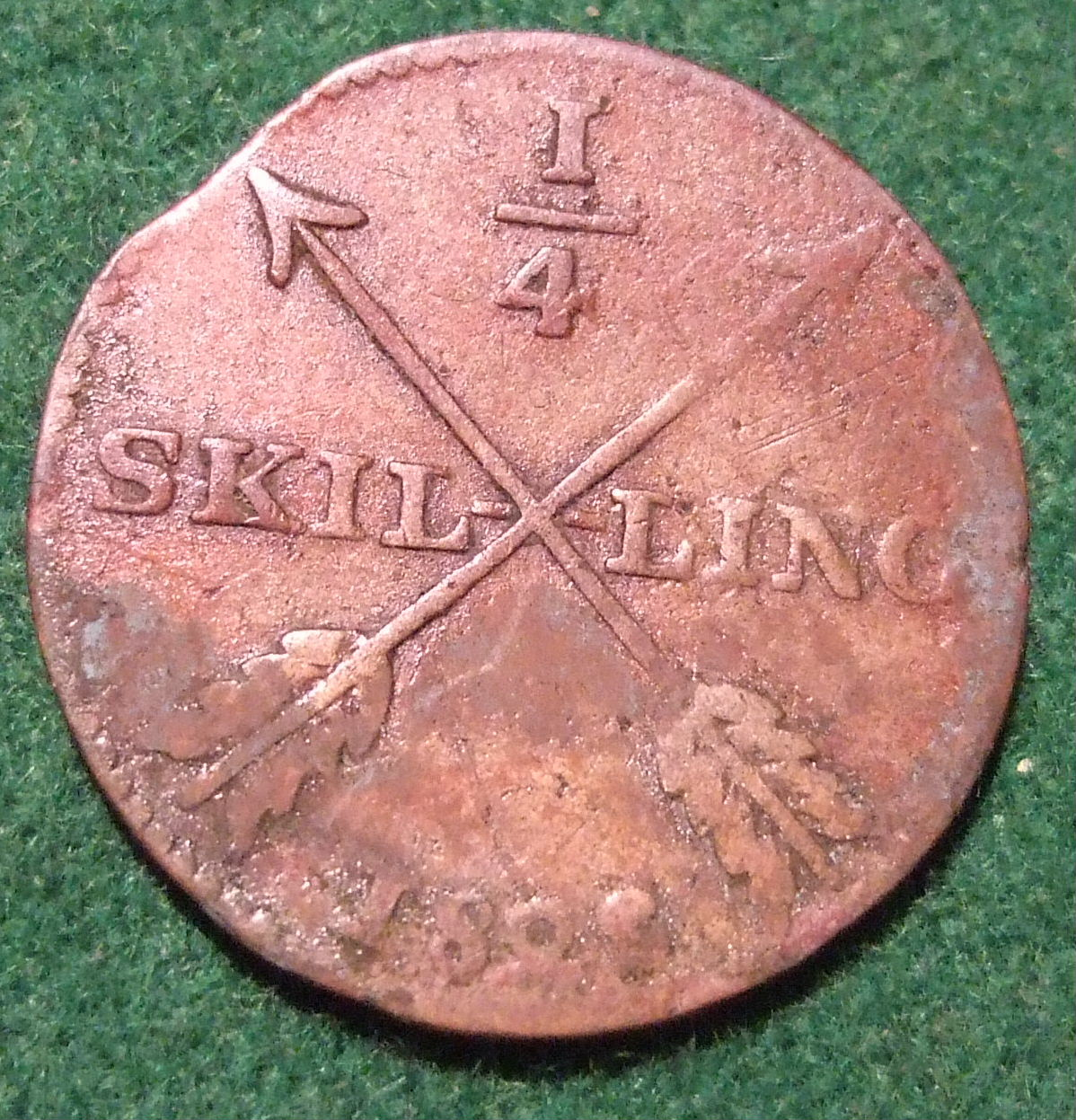
عملة ربع سكيلينج السويدية، سكت في عهد الملك تشارلز السادس عشر عام 1828

## معرض صور

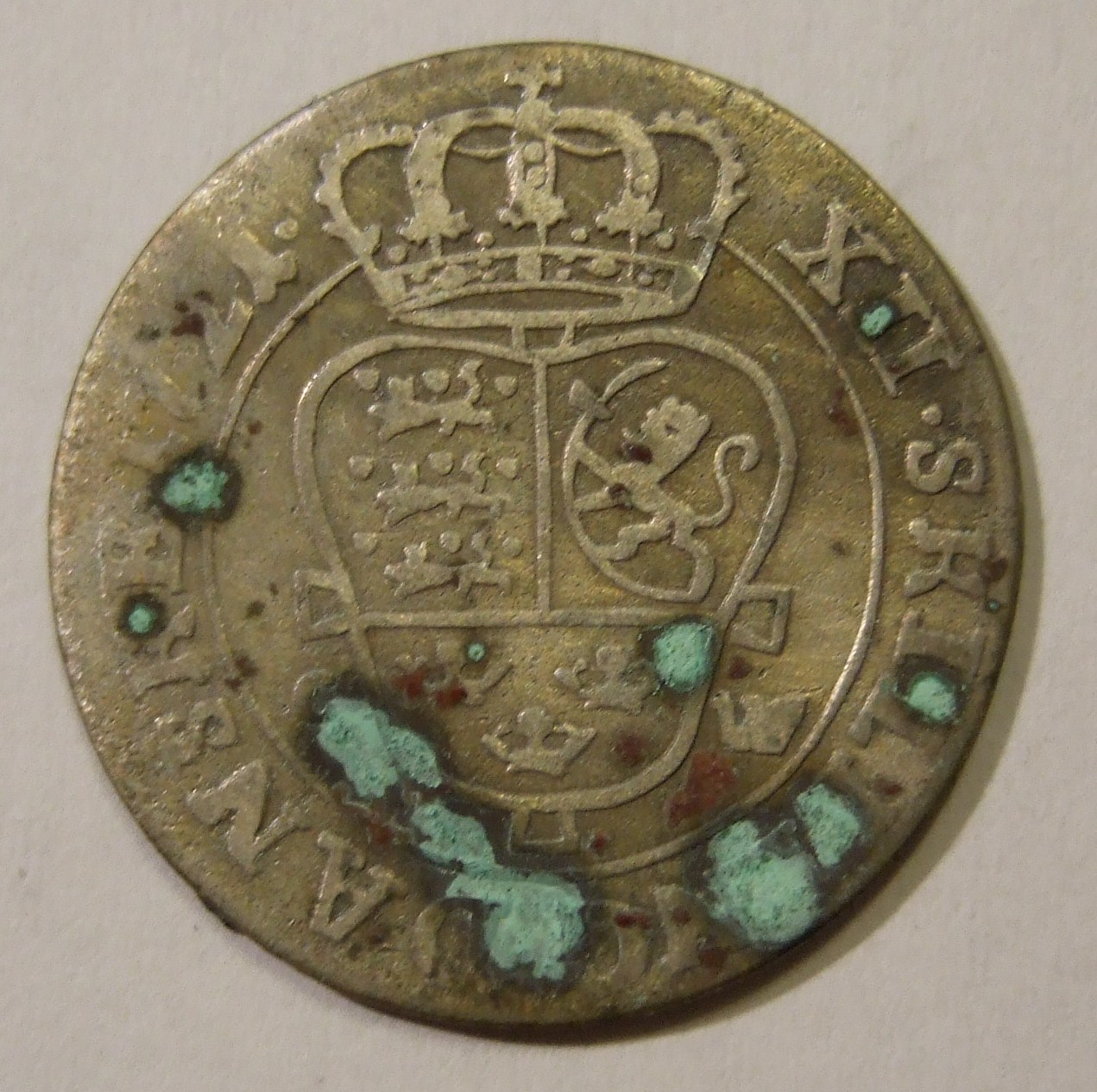
عملات الدنمارك الـ 12 (1721 )
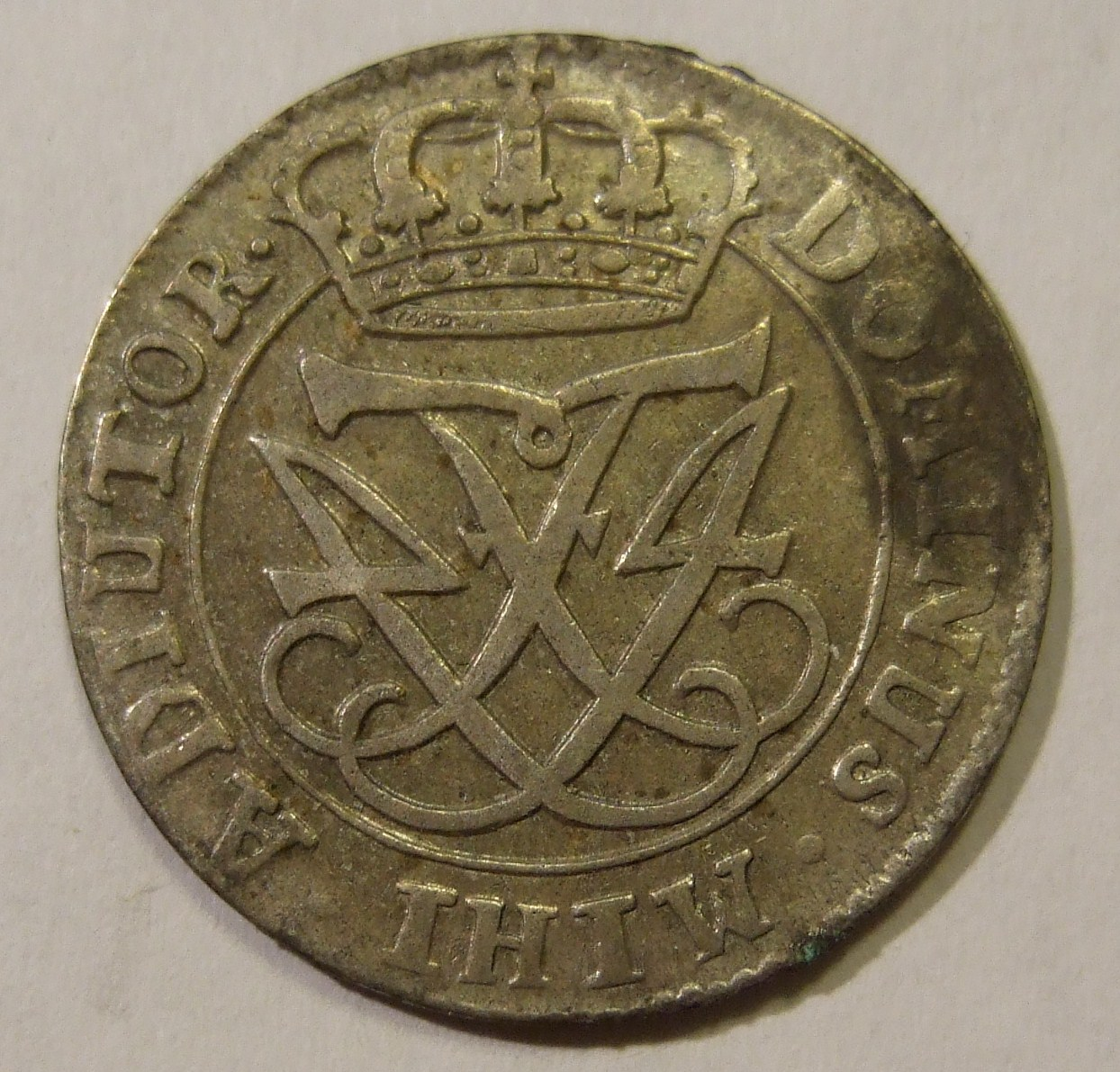
12 عملة سكيلينج 1 (1721 )
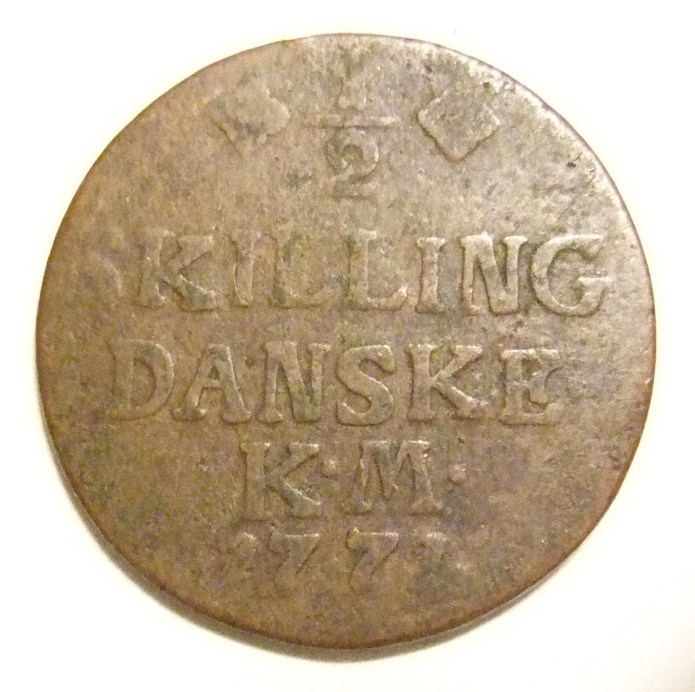
عملة إريان 0,5 سكيلينج (1771)
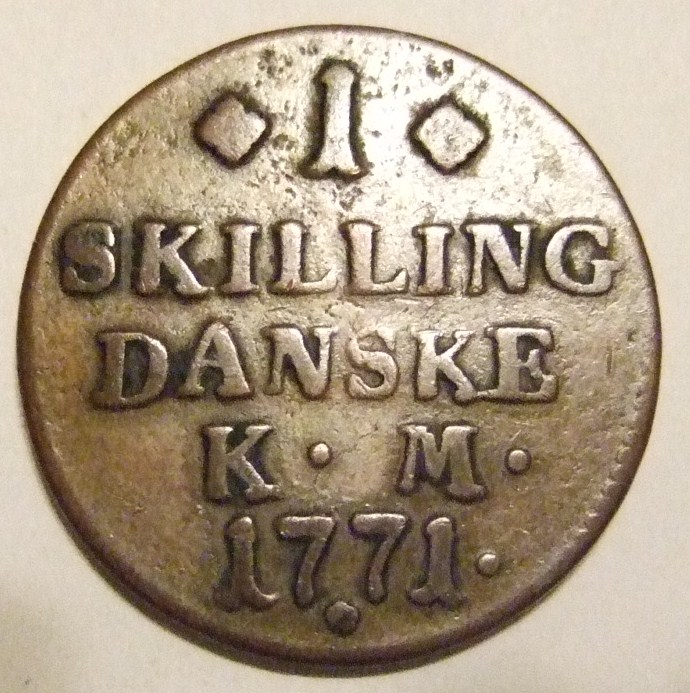
عملة إيجيا 1 سكيلينج (1771)
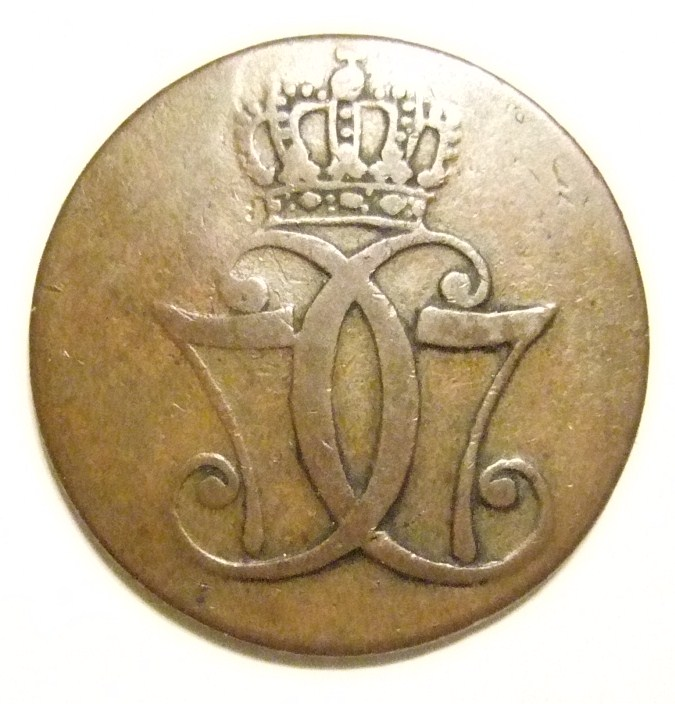
عملة إيجيا 1 سكيلينج (1771)
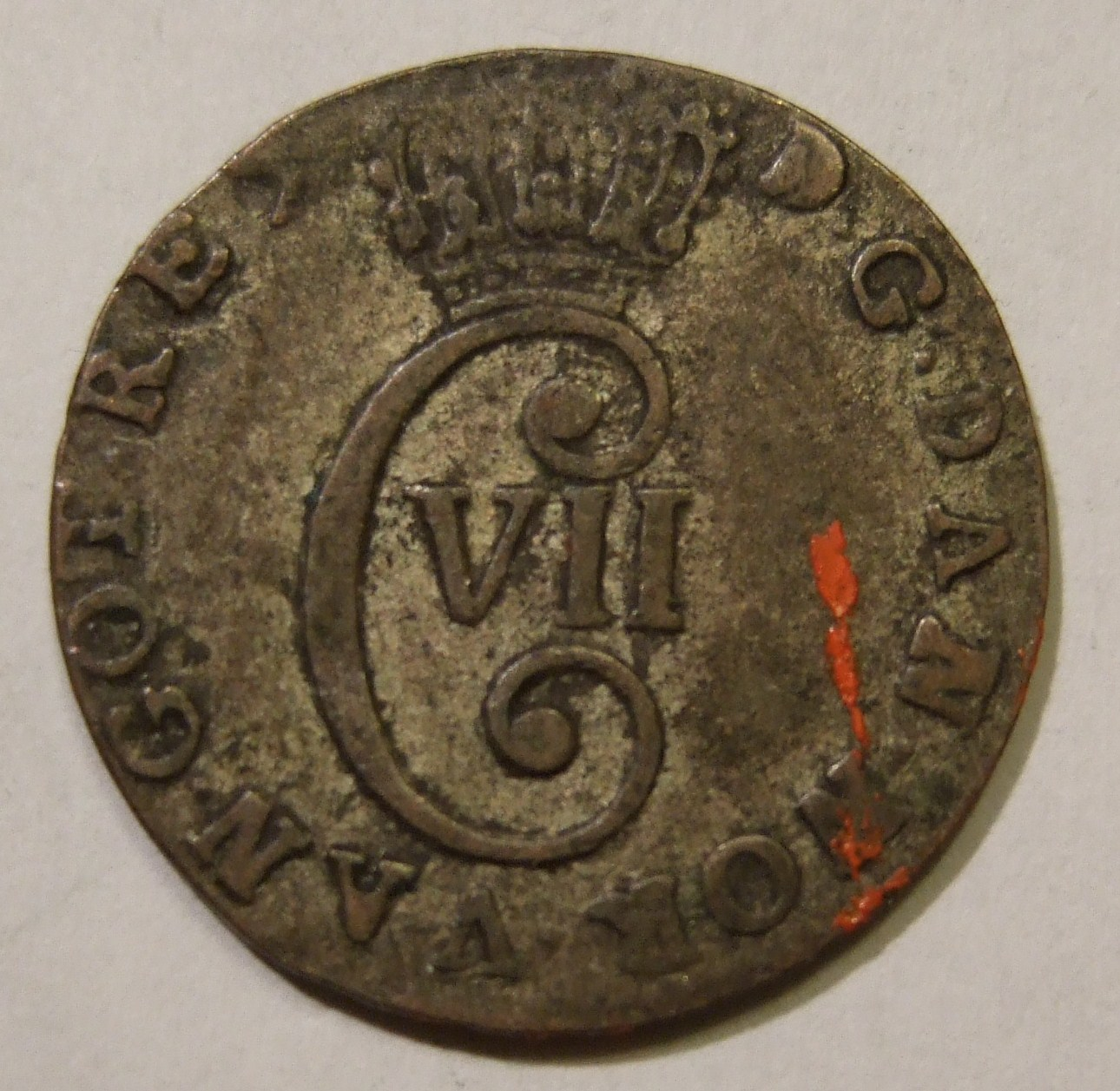
العملة المعدنية من فئة 4 شلن (1783)
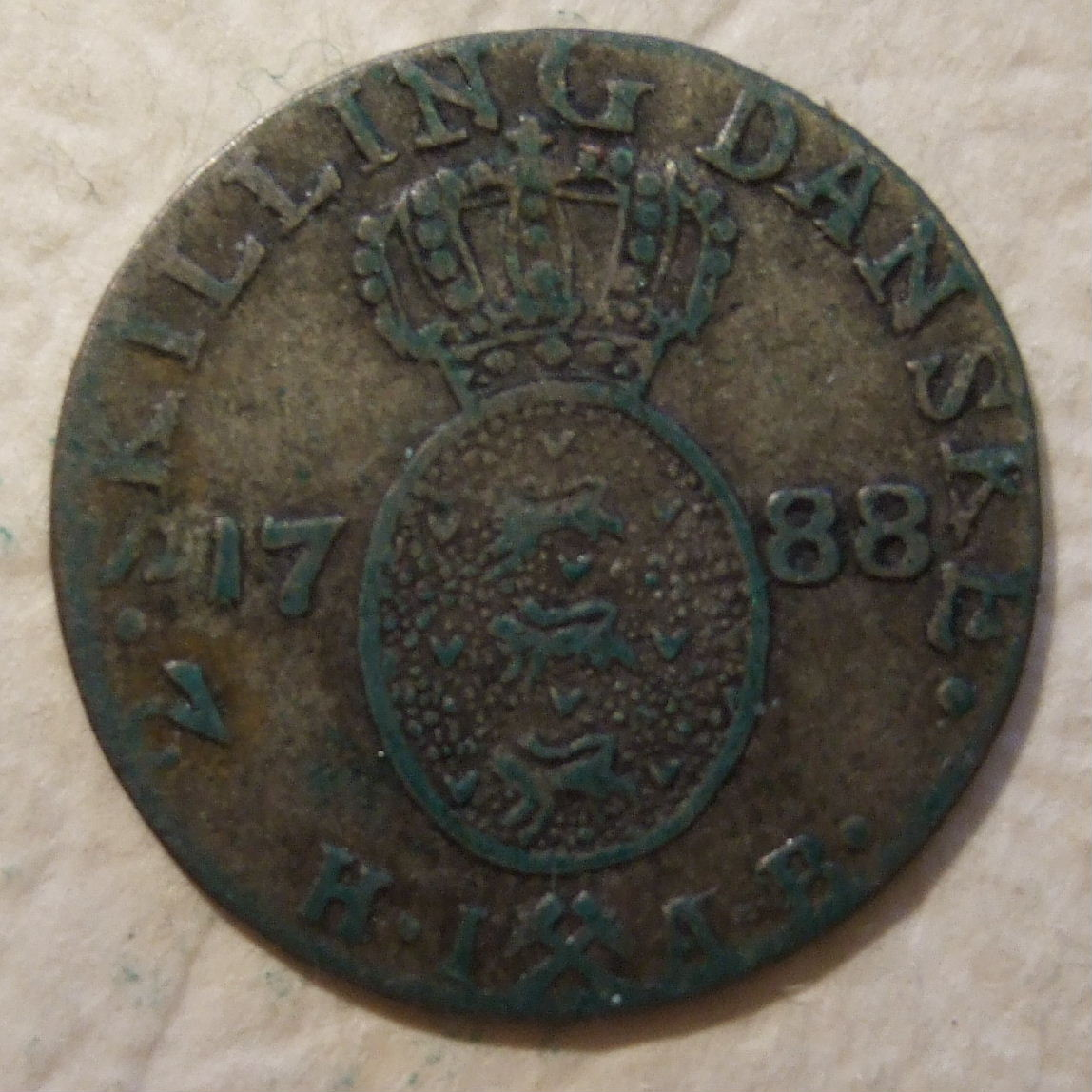
العملة المعدنية من فئة 2 شلن (1788)
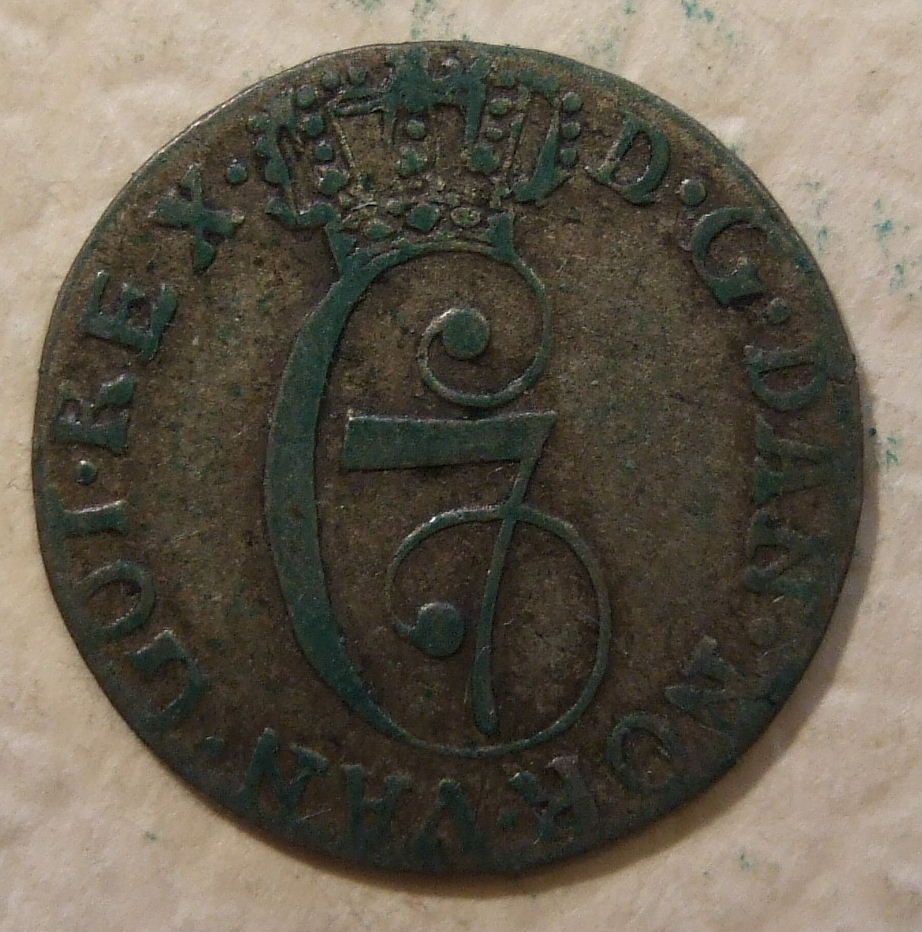
عملة إيجيا 2 سكيلينج (1788)
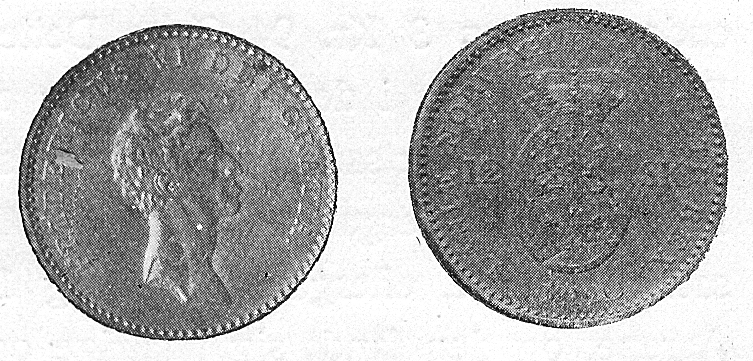
عملة 12 شلن (1812)